# Albert Caquot
Albert Caquot (Vouziers, 1 juli 1881 – Parijs, 28 november 1976) was een Frans ingenieur en architect. Hij heeft onder meer de binnenconstructie van het Braziliaanse standbeeld Christus de Verlosser gemaakt. Hij ontwierp meer dan 300 bruggen en dammen.
- Biblioteca Nacional de España: XX1217995
- Bibliothèque nationale de France: cb12284659q (data)
- Gemeinsame Normdatei: 123389623
- International Standard Name Identifier: 0000 0001 2100 6768
- Library of Congress Control Number: nb90737614
- Base Léonore: 19800035/1375/58924
- Mathematics Genealogy Project: 293162
- Bibliotheek van het Japanse parlement: 00435251
- Nederlandse Thesaurus van Auteursnamen: 067495257
- Système universitaire de documentation: 031676634
- Virtual International Authority File: 36980153
- WorldCat: E39PBJdcBMtVRTCdC7fMVXdxXd